# 413 Edburga
A 413 Edburga (ideiglenes jelöléssel 1896 CL) a Naprendszer kisbolygóövében található aszteroida. Maximilian Franz Joseph Cornelius Wolf fedezte fel 1896. január 7-én.